# You Have Placed a Chill in My Heart
You Have Placed a Chill in My Heart is een nummer van het Britse muziekduo Eurythmics uit 1988. Het is de vierde en laatste single van hun zesde studioalbum Savage.
"You Have Placed a Chill in My Heart" wordt aangestuurd door een drumcomputer en synthesizers. Annie Lennox over het verzamelen van de moed om een moeizame relatie te beëindigen met een man die haar liefde niet beantwoordt. Het nummer werd vooral een hit op de Britse eilanden, met een 16e positie in het Verenigd Koninkrijk. In het Nederlandse taalgebied bereikte de plaat geen hitlijsten.

## Tracklijst
- 7"

1. "You Have Placed a Chill in My Heart" (LP-versie) – 3:52
2. "You Have Placed a Chill in My Heart" (akoestische versie) – 3:20

- 12"

1. "You Have Placed a Chill in My Heart" (dance mix) – 7:52
2. "Do You Want to Break Up?" (dance mix) – 6:12
3. "You Have Placed a Chill in My Heart" (akoestische versie) – 3:20

- Cd-single

1. "You Have Placed a Chill in My Heart" (LP-versie) – 3:52
2. "Do You Want to Break Up?" (LP-versie) – 3:40
3. "Here Comes the Rain Again" (liveversie)* – 7:39
4. "You Have Placed a Chill in My Heart" (akoestische versie) – 3:27